# Alianza Cristiana
Alianza Cristiana es una localidad peruana, capital de distrito de Andoas, provincia de Datem del Marañón, al oeste del departamento de Loreto.

## Descripción
Alianza Cristiana es una localidad petrolera, cerca de los pozos de hidrocarburos del distrito de Andoas. La malaria es uno de los males endémicos que azota la localidad.
El 9 de octubre de 2014 se quemaron las ánforas por parte de algunos pobladores como rechazo a los resultados de las elecciones municipales en el distrito de Andoas.